# 太平洋クラブ
株式会社太平洋クラブ（たいへいようクラブ、英: Taiheiyo club Corporation）は、東京都千代田区に本社を置くゴルフ場・リゾート開発会社。

## 概要
平和相互銀行の創業者である小宮山英蔵が全国に27のゴルフ場チェーンをつくるとの構想に基づき1971年に設立。
直営コース8か所、関連会社の太平洋アソシエイツ運営コース2か所、太平洋クラブ&アソシエイツの共同経営コース7か所の、合計17か所の会員制リゾート型ゴルフコースを展開している他、パブリックコース（一般利用可）のラ・ヴィスタ・ゴルフリゾート（千葉県）とも提携している。またアメリカ合衆国のペブルビーチ・ゴルフアカデミーと提携して、将来の有望なゴルファーを育成する組織「太平洋クラブゴルフアカデミー」も行っている。
1972年、経営難のプロ野球球団・西鉄ライオンズを買収した福岡野球のメインスポンサーとなり、球団名を太平洋クラブ・ライオンズに変更したが、1976年をもってメインスポンサーからは撤退した。
平和相互銀行事件が発覚後、太平洋クラブは住友銀行管理下のゴルフ場として運営され、2007年に東急不動産と資本業務提携を締結。新たに、東急不動産、三井住友フィナンシャルグループと大和証券グループ本社が共同で設立した投資会社、エヌ・アイ・エフSMBCベンチャーズなどと共に、持株会社・太平洋クラブホールディングスを設立し、太平洋クラブはその傘下に入った。
だが、その後、土地買収を含めた設備投資に伴う金融債務の負担に加え、法人客の減少・客単価の下落などゴルフ事業の環境悪化によって、資金不足に陥り、2012年1月23日、同社および子会社計7社は民事再生法の適用を東京地方裁判所に申し立てた（負債額1260億円）。同年7月、太平洋クラブは東京地裁に再生計画案を提出した。しかし、一部会員から再生計画案への反対が起こり、会員を中心とした債権者有志で再建を目指すとして、同9月28日に会社更生法の適用を申し立てた。これを受け、東京地裁も同10月3日に再生手続き廃止決定。こののち太平洋クラブ側も会社更生法の適用を申請。同10月31日に東京地裁は更生手続き開始を認め、永沢徹弁護士が管財人に選任された。
2013年5月に太平洋クラブは、パチンコ店最大手のマルハンとスポンサー契約を締結した。この方針によって、太平洋クラブが新たに発行する株式をマルハンが引き受け、その資金で会員への預託金の一部返還を行うほか、別途提供される資金で設備投資などを進めるとした。
毎年11月に「三井住友VISA太平洋マスターズ」を三井住友カードおよびTBSと共催しており、同社御殿場コースで開催されている。上述の通り2012年に民事再生法を申請したことにより、一時共催から撤退したが、2016年に復帰した。

## 運営ゴルフコース
2022年12月現在、全18コースを運営している（市区町村コード順で記載）
- 札幌コース：北海道石狩市厚田区聚富242
  - 1974年5月23日開場。冬季休業。らいらっくコース・すずらんコース・はまなすコース各9ホール設置。
    - コース設計：鹿島建設
    - コース改造：本間典雄
    - コース面積：1,220,000㎡
    - コース：27ホール（10,597ヤード/パー 108）

- 白河リゾート：福島県岩瀬郡天栄村田良尾芝草1
  - 1974年5月29日開場。ホテル・オートキャンプ場併設。冬季休業。
    - コース設計：発知朗
    - コース改造：本間典雄
    - コース面積：820,000㎡
    - コース：18ホール（6,777ヤード/パー72）

- 美野里コース：茨城県小美玉市三箇952
  - 1993年10月15日開場。
    - コース設計：倉上俊治
    - コース改造：本間典雄
    - コース面積：800,000㎡
    - コース：18ホール（6,946ヤード/パー72）

- 大洗シャーウッドコース：茨城県東茨城郡大洗町成田町3137
  - 2001年6月2日開場。
    - コース設計：小林光昭
    - コース改造：本間典雄
    - コース面積：900,000㎡
    - コース：18ホール（6,506ヤード/パー72）

- 佐野ヒルクレストコース：栃木県佐野市船越町2854
  - 1990年9月11日開場。
    - 監修：Desmond Muirhead
    - コース設計：本橋榮一
    - コース改造：本間典雄
    - コース面積：2,100,000㎡
    - コース：18ホール（7,045ヤード/パー72）

- 益子PGAコース：栃木県芳賀郡益子町七井3302−1
  - 1976年9月15日開場。
    - コース設計・改造：加藤俊輔
    - コース面積：710,000㎡
    - コース：18ホール（7,005ヤード/パー71）

- 高崎コース：群馬県安中市上後閑477
  - 1976年4月8日開場。
    - コース設計：加藤俊輔
    - コース改造：本間典雄
    - コース面積：1,310,000㎡
    - コース：18ホール（6,229ヤード/パー72）

- 軽井沢リゾート：群馬県吾妻郡長野原町北軽井沢2032−279
  - 1975年7月20日開場。浅間コース・白樺コース各18ホール設置。ホテル併設。冬季休業。
    - コース設計・改造：加藤俊輔
    - コース面積：1,620,000㎡
    - コース：36ホール
      - 浅間コース18ホール（6,941ヤード/パー72）
      - 白樺コース18ホール（6,531ヤード/パー72）

- 江南コース：埼玉県熊谷市千代985
  - 2002年4月4日開場。
    - コース設計・改造：加藤俊輔
    - コース面積：1,060,000㎡
    - コース：18ホール（7,070ヤード/パー72）

- 成田コース：千葉県成田市川栗240
  - 1999年10月2日開場。
    - コース設計・Gary Player
    - コース改造：本間典雄
    - コース面積：980,700㎡
    - コース：18ホール（6,581ヤード/パー72）

- 市原コース：千葉県市原市奥野151
  - 1984年10月9日開場。
    - コース設計・改造：加藤俊輔
    - コース面積：1,230,000㎡
    - コース：18ホール（6,842ヤード/パー72）

- 八千代コース：千葉県八千代市米本2834
  - 1961年9月15日、『八千代ゴルフクラブ』として開場。
  - 2019年8月1日、経営権をユニゾ不動産より譲渡され、2020年4月4日より『太平洋クラブ八千代コース』としてリニューアルオープン[10]。
    - コース原設計：安田幸吉
    - コース改修：嶋村唯史
    - コース面積：660,000㎡
    - コース：18ホール（6,251ヤード/パー72）

- 相模コース：神奈川県秦野市柳川大峯771－1
  - 1977年9月9日開場。
    - コース設計・改造：加藤俊輔
    - コース面積：1,050,000㎡
    - コース：18ホール（6,393ヤード/パー72）

- 御殿場コース：静岡県御殿場市板妻941−1
  - 1972年4月26日開場。
  - 2018年コース改修。
    - コース設計・改造：加藤俊輔
    - コース改修設計：Rees Jones
    - コース改修監修：松山英樹
    - コース面積：910,000㎡
    - コース：18ホール（7,327ヤード/パー72）

- 御殿場WEST ：静岡県御殿場市印野1044−1
  - 1998年4月15日開場。ホテル併設。
    - コース設計・改造：加藤俊輔
    - コース面積：916,600㎡
    - コース：18ホール（6,496ヤード/パー72）

- 宝塚コース：兵庫県宝塚市芝辻新田字花折7−2
  - 2001年9月12日開場。
    - コース設計・加藤福一
    - コース改造・本間典雄
    - コース面積：1,480,000㎡
    - コース：18ホール（6,823ヤード/パー72）

- 有馬コース：兵庫県三木市吉川町奥谷114−8
  - 1977年4月27日開場。
    - コース設計：富澤 誠造
    - コース改造：本間 典雄
    - コース面積：890,000㎡
    - コース：18ホール（6,505ヤード/パー72）

- 六甲コース：兵庫県三木市吉川町水上1582−1
  - 1977年4月27日開場。
    - コース設計：富澤誠造
    - コース改造：本間典雄
    - コース面積：890,000㎡
    - コース：18ホール（7,067ヤード/パー72）

### 注
1. ↑  ただし、メインスポンサーがクラウンガスライターに変更された1977・78年も、ユニフォームスポンサーとしてロゴを入れていた。なおクラウンガスライターの会長は太平洋クラブ同様に小宮山英蔵である。また2010年に「ライオンズ・クラシック」において太平洋時代のユニフォームが復刻された。
2. ↑  ただし、大会名は現状維持、会場も引き続き御殿場コースを使用している。